# 岩田武司
岩田 武司（いわた たけし、1966年10月15日 - ）は、日本の弁護士。横浜弁護士会に所属し、よこはま第一法律事務所のパートナーである。静岡県出身。

## 人物
1998年4月から2000年9月にかけてTBSラジオで放送されていた伊集院光 日曜大将軍において赤坂法学部というコーナーを担当した。